# ثلم لثوي
الثلم اللثوي (بالإنجليزية: Gingival sulcus)‏ هي حيز كامن بين السن و الأنسجة اللثوية المحيطة ومُبطّن بثلمي الظهارة.
يحدّ عمق الثلم :
- قِمِّيّاً : يحدّها حافة اللثة لمرفق النسيج الضام.
- إكليليّاً : الحافة الحرة للثة .[3][4][5][6]

## علم الأمراض
جيبة دواعم السنّ (بالإنجليزية: periodontal pocket)‏ هو مصطلح في الأسنان يشير إلى وجود ثلم لثوي عميق بشكل غير طبيعي.